# فرنتس کونراد

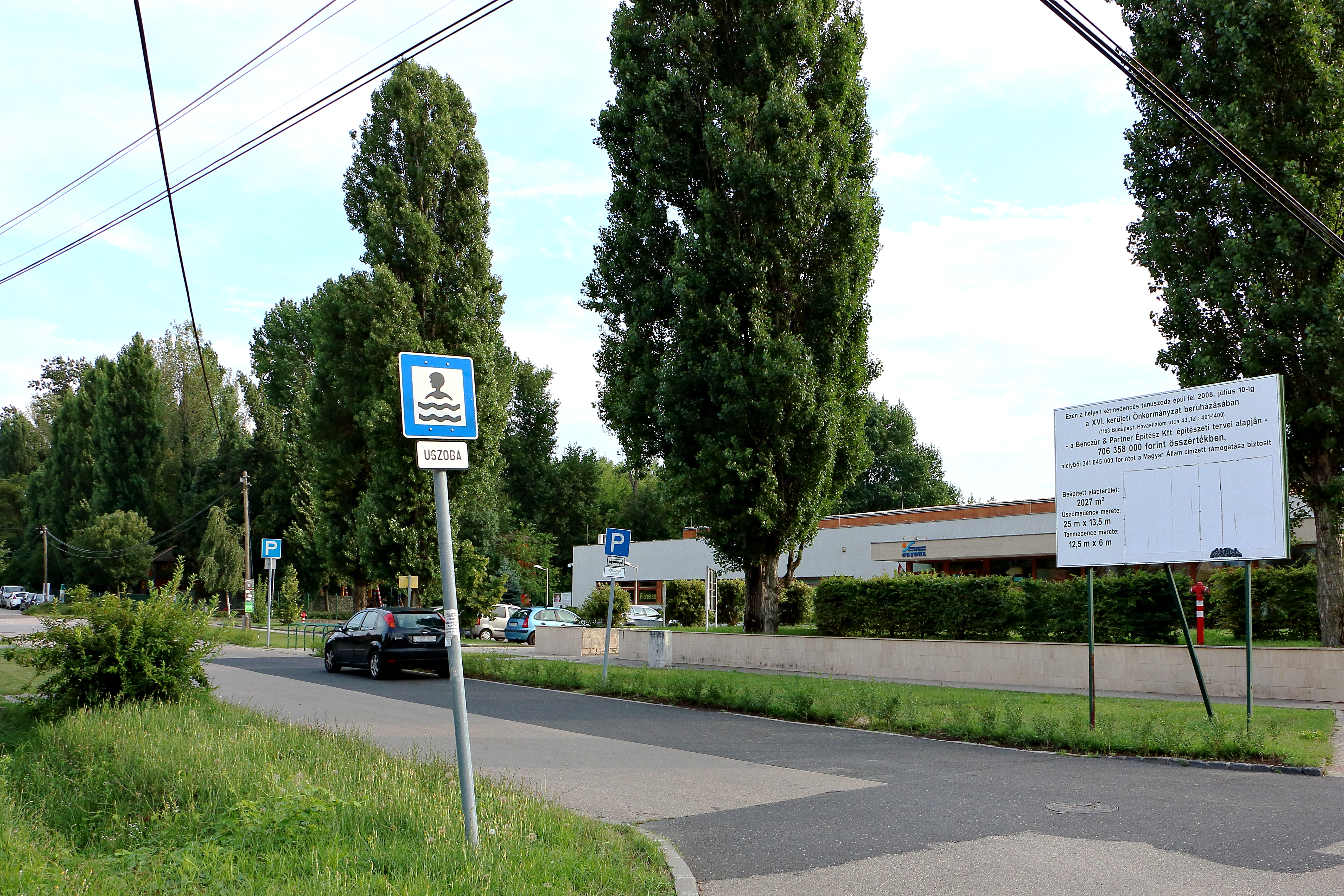
استخری به یادبود فرنتس کونراد در بوداپست

فرنتس کونراد (انگلیسی: Ferenc Konrád; ۱۷ آوریل ۱۹۴۵ – ۲۱ آوریل ۲۰۱۵) بازیکن واترپلو اهل مجارستان بود.